# Зембиці (село)
Зембиці (пол. Zębice) — село в Польщі, у гміні Сехниці Вроцлавського повіту Нижньосілезького воєводства.
Населення — 402 особи (2011).
У 1975-1998 роках село належало до Вроцлавського воєводства.

## Демографія
Демографічна структура станом на 31 березня 2011 року:
|          | Загалом | Допрацездатний вік | Працездатний вік | Постпрацездатний вік |
| -------- | ------- | ------------------ | ---------------- | -------------------- |
| Чоловіки | 194     | 34                 | 151              | 9                    |
| Жінки    | 208     | 42                 | 138              | 28                   |
| Разом    | 402     | 76                 | 289              | 37                   |